# Аруба на Светском првенству у атлетици у дворани 2006.
Аруба је учествовала на на Светском првенству у атлетици у дворани 2006. одржаном у Москвиу од 10. до 12. марта. Репрезентацију Арубе на њеном седмом учепћу на светским првенствима у дворани представљао је један атлетичар, који се такмичио у трци на 60 метара.
Аруба није освојила ниједну медаљу али је оборен један лични рекорд.

## Учесници
Мушкарци:
- Pierre de Windt — 60 м

## Резултати

### Мушкарци
| Атлетичар      | Дисциплина | Лични рекорд | Квалификација | Квалификација | Полуфинале           | Полуфинале           | Финале               | Финале       | Детаљи |
| Атлетичар      | Дисциплина | Лични рекорд | Резултат      | Место         | Резултат             | Место                | Резултат             | Место        | Детаљи |
| -------------- | ---------- | ------------ | ------------- | ------------- | -------------------- | -------------------- | -------------------- | ------------ | ------ |
| ierre de Windt | 60 м       |              | 7,26 ЛРд      | 9. у гр. 4    | Није се квалификовао | Није се квалификовао | Није се квалификовао | 50 / 54 (55) |        |